# Picris barbarorum
Picris barbarorum là một loài thực vật có hoa trong họ Cúc. Loài này được Lindl. miêu tả khoa học đầu tiên năm 1838.